# Helmut Kracke
Helmut Kracke (* 14. April 1900 in Charlottenburg; † 16. Februar 1986 in Köln) war ein deutscher Versicherungsmathematiker, Hochschullehrer und Autor. Er ist bekannt für seine populärwissenschaftlichen Bücher über Mathematik.

## Leben
Helmut Kracke begann mit dem Studium der Hüttentechnik 1919 an der TH Aachen. Seitdem gehörte er auch der Aachener Burschenschaft Alania an. Später studierte er Technische Physik und legte 1924 das Examen für den Diplom-Ingenieur ab. Bis 1928 war er Assistent für Mathematik bei Otto Blumenthal, später für Mechanik bei Ludwig Hopf und für Aerodynamik bei Theodore von Kármán.
Zwischen 1928 und 1936 war er stellvertretender Chefmathematiker bei einer Lebensversicherungsgesellschaft in Magdeburg, danach Chefmathematiker und seit 1938 Vorstandsmitglied bei der Deutschen Beamten-Versicherung in Berlin bis 1948. 1947 promovierte er in Berlin zum Dr.-Ing. Ab 1949 war er Chefmathematiker und Vorstandsmitglied im Gerling-Konzern in Köln. 1966 trat er in den Ruhestand.

## Leistungen
Als Honorarprofessor hielt Kracke von 1948 bis 1970 Vorlesungen über Versicherungsmathematik an der Universität Köln.
Er war seit 1948 Vorstandsmitglied in der Deutschen Gesellschaft für Versicherungsmathematik, ab 1958 als Vorsitzender und ab 1975 als Ehrenvorsitzender. Außerdem war er Mitglied des Vorstands der Deutschen Gesellschaft für Unternehmensforschung und der Deutschen Gesellschaft für Versicherungswissenschaft e.V. in Berlin. Er war Präsident des 18. Internationalen Kongresses der Versicherungsmathematiker 1968 in München mit 1350 Teilnehmern. Ein solcher Kongress fand nach 60 Jahren zum ersten Mal wieder auf deutschem Boden statt.
Kracke setzte sich 1957 stark für die Rentenreform ein, in die versicherungsmathematische Grundlagen und Berechnungen einflossen.

## Werke
Helmut Kracke verfasste mehrere sehr unterhaltsame Bücher über Mathematik:
- Aus eins mach zehn und zehn ist keins. Glanz und Elend der Mathematik; Mathematischer Lustgewinn für Knobler, Rätsler, Pfiffikusse; 16 lehrreiche und amüsante Kapitel aus der Geschichte der Mathematik (= rororo. 6680 : rororo-sachbuch). Rowohlt, Reinbek (bei Hamburg) 1971, ISBN 3-499-16680-1., aus einer WDR-Fernsehreihe entstanden
- Mathe-musische Knobelisken : Tüfteleien für Tüftler und Laien. Dümmler, Bonn, ISBN 3-427-47113-6.
- Der dreissigste Februar. Arabesken um den Kalender. R. Schmid, Bamberg 1988.

Folgende Fachliteratur ist von ihm bekannt:
- Lebensversicherungstechnik. Duncker & Humblot, Berlin 1955.
- Die Verteilung der normalen und der vorzeitigen Sterbefälle in den Allgemeinen Deutschen Sterbetafeln (Männer) nach Wilhelm Lexis. Nachprüfung und Folgerung. 1947.
- Wolfgang Sachs: Erfahrung und Erwartung : Versicherungstechnische Umweltprobleme. Mit einer Einführung von Helmut Kracke. Verlag Versicherungswirtschaft, Karlsruhe 1967.
- Blätter zur Berufskunde. - Bielefeld. Bertelsmann, 1961.

## Ehrungen
- 1965 Großes Verdienstkreuz des Verdienstordens der Bundesrepublik Deutschland
- 1975 Großes Verdienstkreuz mit Stern